# 摩訶波闍波提

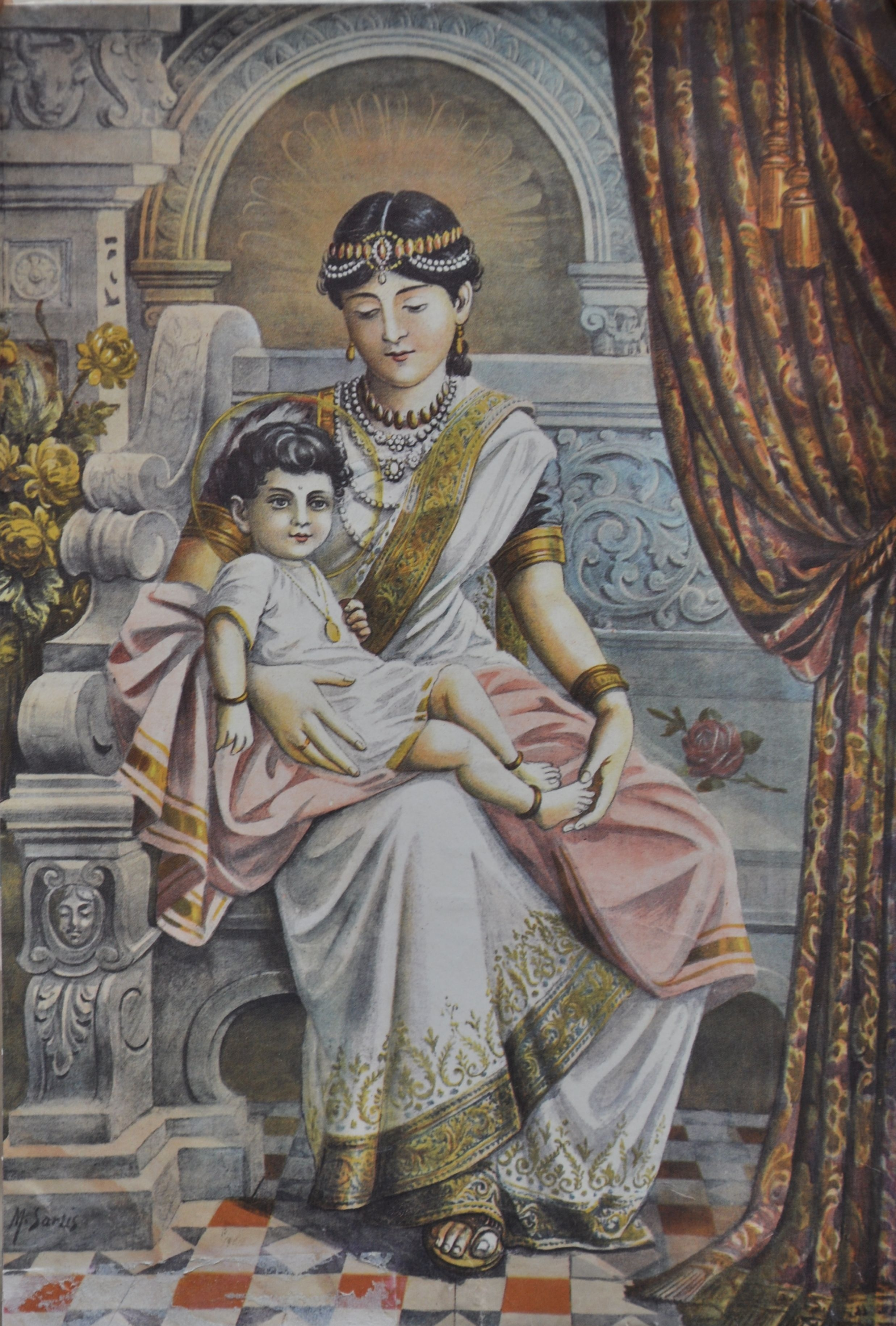
摩訶波闍波提和幼年的释迦牟尼佛

摩訶波闍波提·瞿曇彌，又被稱為瞿曇彌、大愛道，為佛教僧團中的第一位比丘尼。

## 生平

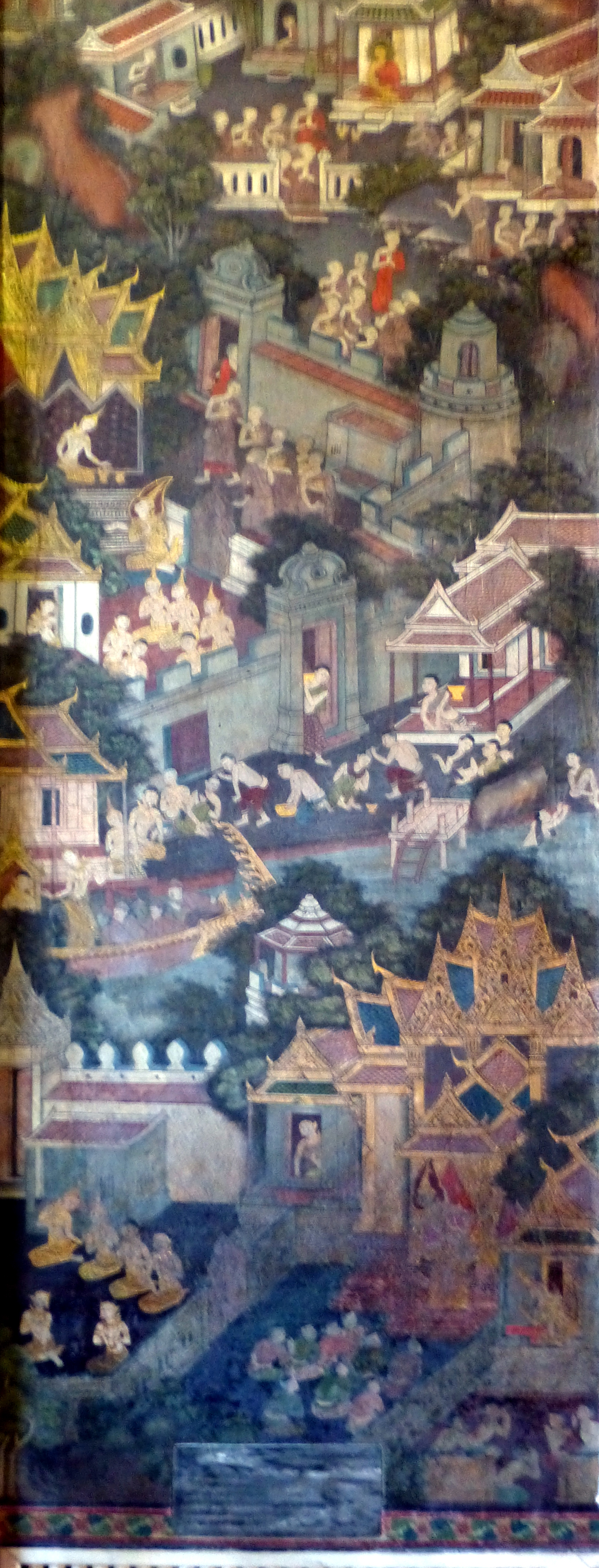
卧佛寺的壁画。

「瞿曇彌」為「瞿曇」（即释迦佛俗名的姓氏乔达摩）的陰性形態，意譯「瞿曇女」。「瞿曇」為她的姓氏，「波闍波提」為其名字。名字前冠上「摩訶」，是為表示對她的尊敬。
摩訶波闍波提為当时而言種姓高貴的天臂城善覺王及摩耶夫人胞妹，後同摩耶夫人嫁給淨飯王，妻姊妹婚。由於摩耶夫人生下佛陀之後七日因病逝世，代替生母照顧佛陀。 
在淨飯王去世之後，摩訶波闍波提請求出家，成為僧團中的第一位比丘尼，並證悟為阿羅漢。
在《妙法蓮華經》，授記未來當成佛，名號為「一切眾生喜見如來」。

## 相關作品
- 《中阿含116經・瞿曇彌經》。異譯《瞿曇彌記果經》。[2]
- 《增壹阿含經卷第五十・大愛道般涅槃品》。異譯《佛說大愛道般泥洹經》、《佛母般泥洹經》。[3]
- 《大愛道比丘尼經》。[4]